# 구글 코드인

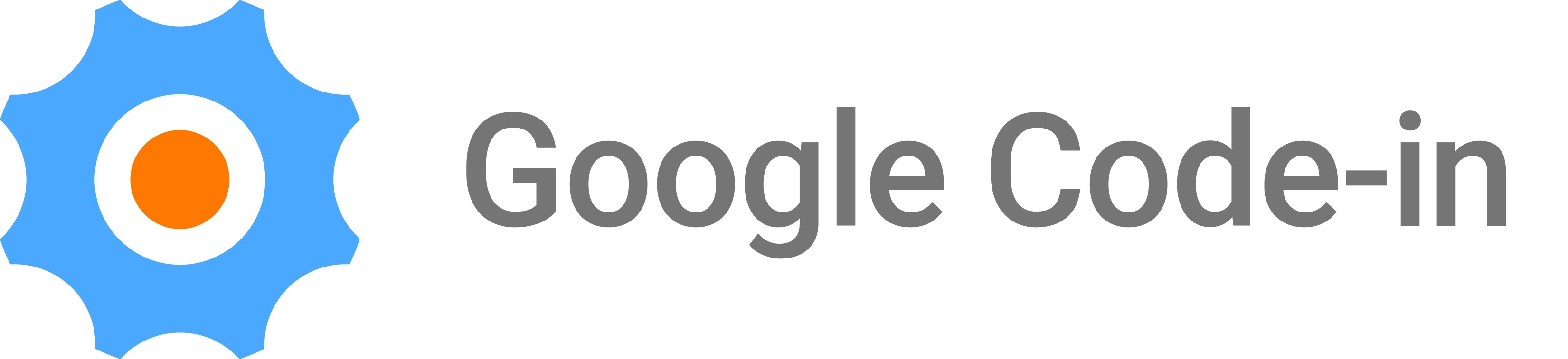
2016년 구글 코드인 로고

구글 코드인(Google Code-in, GCI)는 구글 LLC에서 주최하는 연례 국제 프로그래밍 대회로, 예비 대학생들이 다양한 제휴 오픈 소스 조직에서 지정한 작업을 마칠 수 있도록 했다. 공모전은 원래 구글 하이 오픈 참여 공모전이었으나 2010년 형식을 수정해 현재의 모습을 갖추게 됐다. 작업을 끝마친 학생들은 수료증과 티셔츠를 받았다. 각 조직은 또한 캘리포니아 마운틴 뷰에 위치한 구글 본사를 무료로 방문할 수 있는 두 명의 최우수상 수상자를 선정했다. 2020년 구글은 이 대회의 취소를 발표했다.

## 통계
| 연도 | 단체 수 | 참여자 수 | 끝마친 총 작업 수 |
| ---- | ------- | --------- | ----------------- |
| 2010 | 20      | 326       | 2,167             |
| 2011 | 18      | 542       | 3,054             |
| 2012 | 10      | 334       | 1,925             |
| 2013 | 10      | 337       | 2,113             |
| 2014 | 12      | 658       | 3,236             |
| 2015 | 14      | 980       | 4,776             |
| 2016 | 17      | 1,340     | 6,418             |
| 2017 | 25      | 3,555     | 16,468            |
| 2018 | 27      | 3,124     | 15,323            |
| 2019 | 29      | 3,566     | 20,840            |